# Lednica
Lednica (maďarsky Lednic) je obec na Slovensku v okrese Púchov v Trenčínském kraji, osm kilometrů jihozápadně od Púchova. Leží v údolí chráněné krajinné oblasti Bílých Karpat u hranic s Českem v nadmořské výšce 404 metrů. Žije zde 940 obyvatel.

## Historie
Nejstarší osídlení podle archeologických nálezů se datuje z mladší doby bronzové, mladší doby železné a slovanského osídlení. Nejstarší slovanské sídliště bylo nalezeno na hradním vrchu v Lednici.
Samotné Lednické panství vzniklo 11.-13. století. Bylo umístěno na pravé straně řeky Váh a podle historických údajů patřilo pod Trenčianskou stolici. První zmínkou o obci, stejně jako Lednickém hradě je z roku 1259. Prvním známým majitelem panství byl Marek z Lednice.
O lednické farnosti jsou první písemné záznamy z poloviny 14. století a v roce 1462 byla obec povýšena na královské městečko a dostala do užívání i svůj znak.
V 17. století městečko navštívil a krátce v něm pobyl Jan Amos Komenský. Další významnou osobností působící v Lednici byl i Komenského spolužák Mikuláš Drabík.

## Přírodní poměry
V katastrálním území obce leží přírodní památka Lednické skalky a přírodní rezervace Lednické bradlo.

## Kostel
Kostel, jenž se nachází v Lednici, je v pořadí třetí. První byl postaven přibližně ve 13. století v románsko-gotickém slohu a stál v západní části farské zahrady. Kostel zbourala císařská vojska při obléhání Lednického hradu. Dva roky nato byl postaven kostel dřevěný v místě dnešní mateřské školky. Když byl v roce 1735 postaven kostel nový, byl tento dřevěný zbourán. Základní kámen nového kostela byl položen 16. května 1733 na svátek Jana Nepomuckého, kterému byl také zasvěcen. Umělecké sochy vytvořil Josef Maťašovský. Vnitřní malby pak byly zhotoveny v roce 1987.

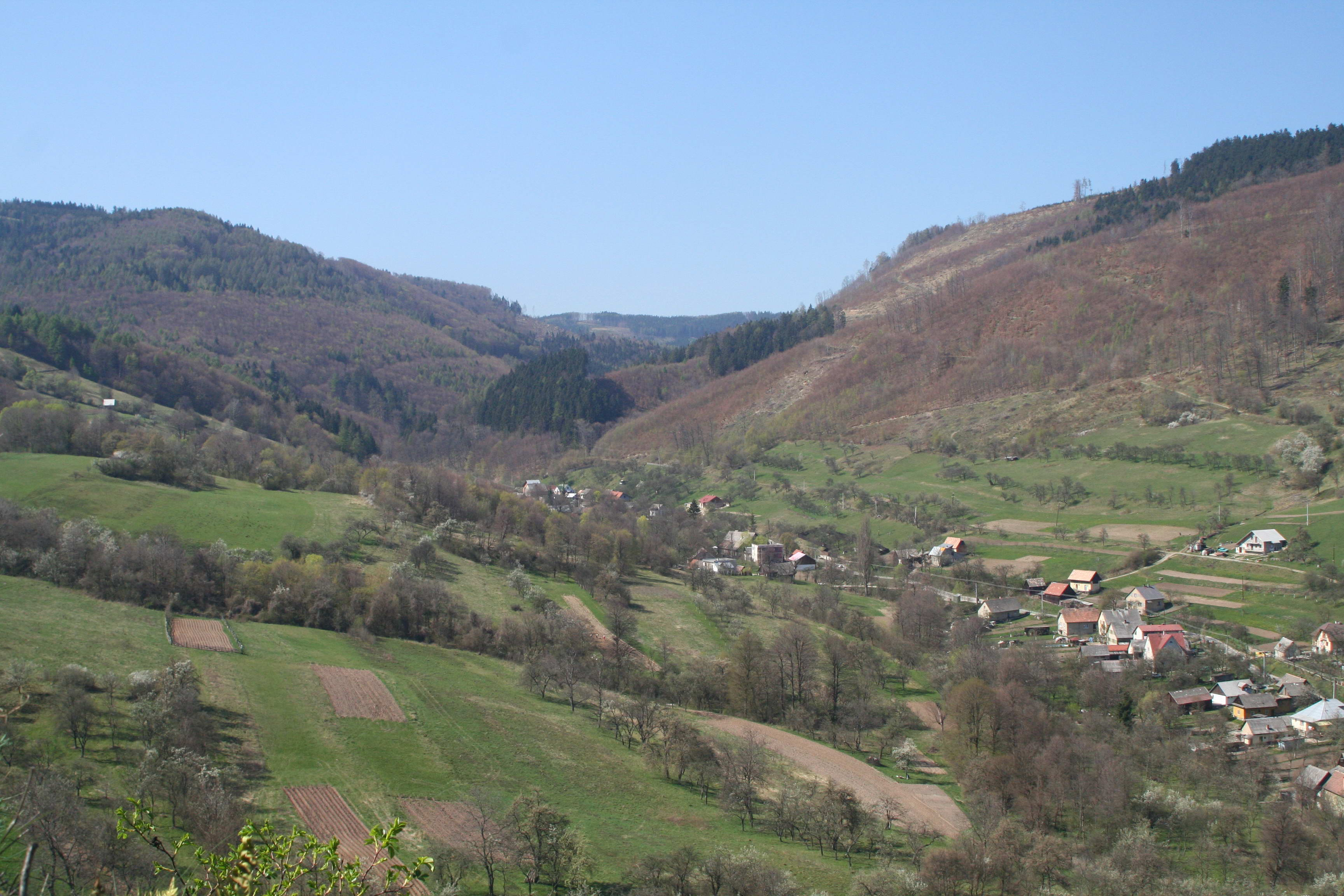
Horní část obce
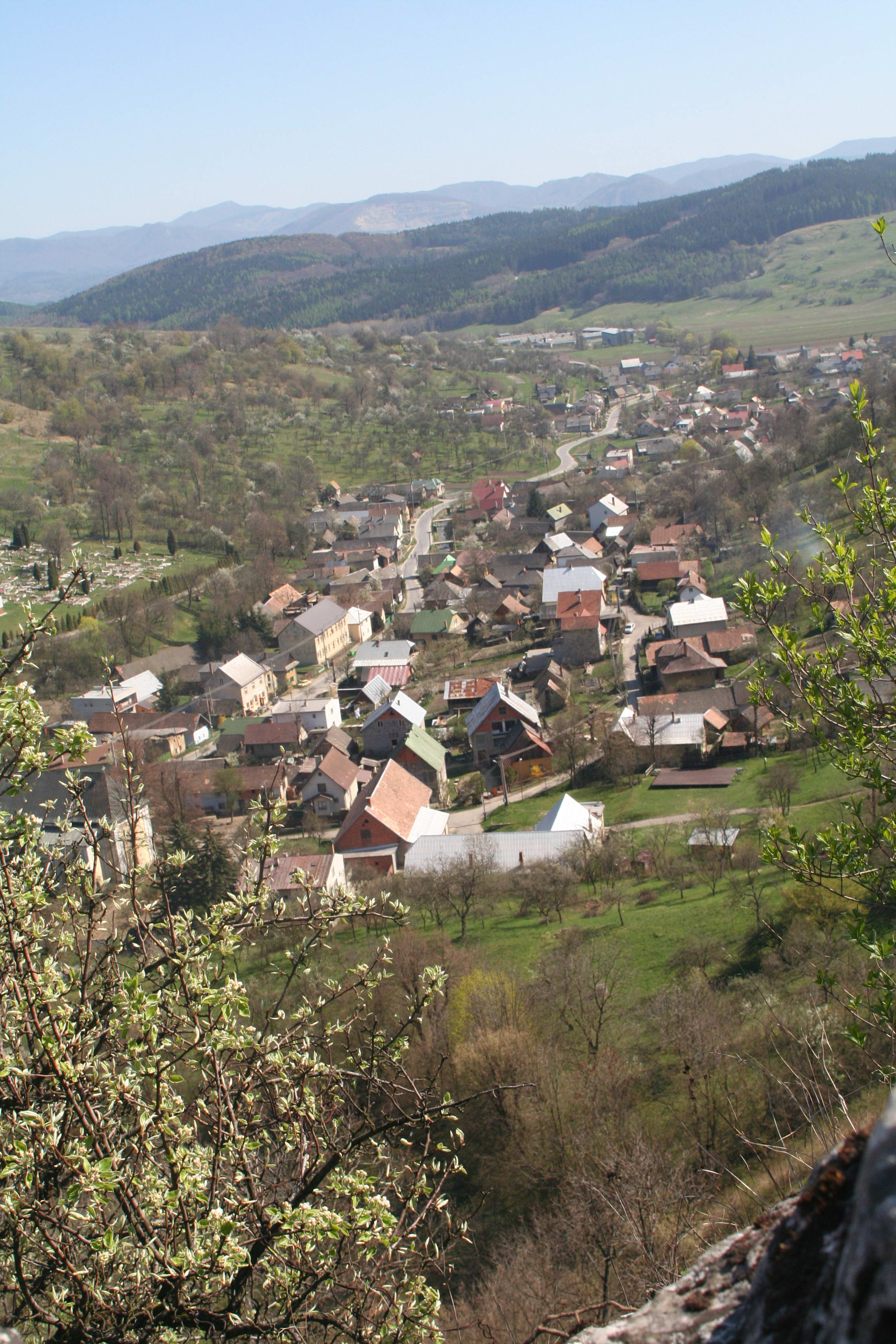
Dolní část obce